# Bağdat Caddesi
Bağdat Caddesi (in turco, letteralmente Viale di Baghdad) è una delle strade principali più importanti del lato anatolico di Istanbul, in Turchia. Il viale si estende per circa 14 km da Maltepe a est sino a Kadıköy a ovest, quasi parallelamente alla costa del Mar di Marmara. La parte più importante della strada corre per 6 km da Bostancı a Kızıltoprak all'interno del distretto di Kadıköy. Bağdat Caddesi è solitamente considerata come la controparte orientale di İstiklal Caddesi, in termini d'importanza e glamour, sebbene a causa della sua architettura quasi esclusivamente moderna sia priva del patrimonio di edifici storici che si trovano su İstiklal Caddesi.
Bağdat Caddesi attraversa principalmente aree residenziali della classe media e alta. Strada a senso unico (in direzione ovest) per il traffico, è ombreggiata da platani secolari e fiancheggiata da una serie di centri commerciali, boutique ed eleganti negozi che offrono marchi di fama mondiale, oltre a ristoranti che servono cucina internazionale e locale, pub e caffetterie, ristoranti di lusso, concessionari di automobili e banche. La maggior parte dei negozi è aperta sette giorni su sette, inclusa la domenica pomeriggio.
Da est verso ovest, Bağdat Caddesi attraversa i seguenti quartieri: Cevizli, Bağlarbaşı, Altayçeşme, Feyzullah, İdealtepe, Çınar, Küçükyalı, Altıntepe, Bostancı, Çatalçeşme, Suadiye, Şaşkınbakkal, Erenköy, Caddebostan, Göztepe, Çiftehavuzlar, Selamiçeşme, Feneryolu e Kızıltoprak. I tratti più trafficati di Bağdat Caddesi sono tra Suadiye e Caddebostan, dove si trovano la maggior parte dei centri commerciali e dei negozi di moda.

## Trasporti
Bağdat Caddesi offre una varietà di opzioni di trasporto tra cui autobus, dolmuş, taxi e scooter a noleggio. A pochi passi dal viale a Kadıköy e Bostancı, ci sono i terminal dei bus del mare (catamarani ad alta velocità). La linea suburbana Marmaray che corre appena a nord del viale serve Bostancı, che ha anche una banchina per i traghetti: alcuni servono i pendolari e collegano la parte asiatica della città con la parte europea, mentre altri uniscono la terraferma con le vicine Isole dei Principi.

## Storia
Bağdat Caddesi nacque come una strada che collegava Costantinopoli con l'Anatolia durante il periodo bizantino e successivamente ottomano, quando fu utilizzata per scopi commerciali e militari. Ha acquisito il suo nome dopo la riconquista di Baghdad da parte del sultano Murad IV nel 1638. Tuttavia, la strada originariamente iniziava da Üsküdar e passava attraverso i prati di Haydarpaşa, unendosi a Kızıltoprak a quello che divenne il percorso odierno.
Gli ottomani costruirono fontane con namazgah (aree all'aperto riservate alla preghiera) lungo la strada per servire i viaggiatori in arrivo o in partenza dalla città. Alcuni dei quartieri lungo Bağdat Avenue prendono ancora il nome da queste fontane (in turco çeşme ), come Söğütlüçeşme (Fontana del salice), Selamiçeşme e Çatalçeşme (Fontana biforcuta).
Durante il regno del sultano Abdul Hamid II (1876-1909), alcuni pascià, alti funzionari e ricchi commercianti acquistarono terreni intorno a Bağdat Caddesi e costruirono lussuose ville in legno simili a chalet, alcune delle quali esistono ancora oggi.
Prima della prima guerra mondiale, il viale era lastricato di ciottoli e le carrozze venivano utilizzate per il trasporto. Nei primi anni dell'era repubblicana, il viale lastricato originale fu ricoperto di asfalto e fu costruita una linea tranviaria tra Kadıköy e Bostancı.
Fino agli anni '60, la zona costiera vicino a Bağdat Caddesi fungeva da località di villeggiatura estiva principalmente per le classi medie e alte della città, che vivevano principalmente nella parte europea di Istanbul, più vicino ai loro affari. Dopo l'apertura del ponte sul Bosforo nel 1973, queste case estive di pochi piani furono demolite a favore di nuovi condomini a molti piani e alcuni sobborghi lungo Bağdat Caddesi si svilupparono in aree residenziali particolarmente desiderabili.

## Monumenti e luoghi di interesse
Ci sono diversi grandi parchi pubblici appena fuori Bağdat Caddesi, come il Parco di Özgürlük a Selamiçeşme e il Parco di Göztepe che offre meravigliose fioriture di tulipani ad aprile e di rose a giugno.
Le piccole moschee lungo Bağdat Caddesi risalgono solo alla fine del XIX secolo e le più importanti sono la Moschea di Zühtü Paşa a Kızıltoprak (1885) e la Moschea di Galip Paşa a Caddebostan (1889).
Nelle strade secondarie di Göztepe c'è un Museo del Giocattolo, segnalato da lampioni a forma di giraffe.
Affacciato sul Mar di Marmara a Caddebostan si trova la vecchia residenza di Ragip Paşa, un'opera di August Jasmund del 1906. Proprio accanto si trova il palazzo costruito per sua figlia Tevhide Hanım.

## Cultura e sport
Il viale ospita una sfilata culturale la sera della Festa della Repubblica, che si celebra ogni anno il 29 ottobre.
In Bağdat Caddesi si svolgono anche celebrazioni ogni volta che la squadra di calcio locale, il Fenerbahçe, vince il titolo di campionato nella Süper Lig. I fan del Fenerbahçe si riuniscono qui e festeggiano cantando, ballando, guidando e suonando i clacson per tutta la notte.
Dagli anni '60 le corse su strada hanno formato una sottocultura locale, con giovani ricchi che gareggiano con le loro muscle car importate. Con l'intensificarsi della GTI e della cultura hot hatch iniziata negli anni '90, le corse su strada sono riprese. Verso la fine degli anni '90, le corse su strada di mezzanotte hanno causato molti incidenti mortali, che sono stati ridotti solo da intensi pattugliamenti della polizia.